# Cantonul Satillieu
Cantonul Satillieu este un canton din arondismentul Tournon-sur-Rhône, departamentul Ardèche, regiunea Rhône-Alpes, Franța.

## Comune
- Ardoix
- Lalouvesc
- Préaux
- Quintenas
- Saint-Alban-d'Ay
- Saint-Jeure-d'Ay
- Saint-Pierre-sur-Doux
- Saint-Romain-d'Ay
- Saint-Symphorien-de-Mahun
- Satillieu (reședință)